# أوكتايابرسكي
اوكتايابرسكي (الروسية: Октябрьский) هي إحدى مدن روسيا في الكيان الفدرالي الروسي باشكورتوستان.